# Guazacapán
Guazacapán – niewielka miejscowość na południowym wschodzie Gwatemali, w departamencie Santa Rosa. Według danych szacunkowych z 2012 roku liczba mieszkańców wynosiła 8502 osób. 
Guazacapán leży około 43 km na południe od stolicy departamentu – miasta Cuilapa. Miejscowość leży na wysokości 261 metrów nad poziomem morza, u podnóża gór Sierra Madre de Chiapas, w odległości około 20 km od wybrzeża Pacyfiku. 

## Gmina Guazacapán
Miejscowość jest także siedzibą władz gminy o tej samej nazwie, która jest jedną z czternastu gmin w departamencie. W 2012 roku gmina liczyła 15 135 mieszkańców. Gmina jak na warunki Gwatemali jest średniej wielkości, a jej powierzchnia obejmuje 172 km². 
Mieszkańcy gminy utrzymują się głównie z hodowli i uprawy roli. W hodowli dominująca jest hodowla bydła oraz w mniejszym zakresie trzody chlewnej i drobiu, natomiast rolnictwie dominuje uprawa kukurydzy i sorgo.
Klimat gminy jest równikowy, według klasyfikacji Köppena, należy do klimatów tropikalnych monsunowych (Am), z wyraźną porą deszczową występującą od maja do października. Średnie roczne opady zawierają się w przedziale pomiędzy 2000 a 4000 mm. Temperatura jest uzależniona od wyniesienia nad poziom morza i pomiędzy marcem a sierpniem w ciągu dnia wynosi średnio od 37°C na wybrzeżu Pacyfiku do 20°C w najwyżej położonych partiach na północy gminy.